# Чанчимино Ђузепе (Палермо)
Чанчимино Ђузепе је насеље у Италији у округу Палермо, региону Сицилија.
Према процени из 2011. у насељу је живело 31 становника. Насеље се налази на надморској висини од 290 м.